# Giuse Nguyễn Đình Nghi
Giuse Nguyễn Đình Nghi còn gọi là Giuse Kim là một linh mục tử vì đạo, được Giáo hội Công giáo Rôma tôn phong Hiển Thánh vào năm 1988. Ông sinh năm 1793 tại làng Hà Hồi, huyện Thượng Phúc, phủ Thường Tín, tỉnh Hà Nội (nay là xã Hà Hồi, huyện Thường Tín, thành phố Hà Nội, thuộc Tổng Giáo phận Hà Nội). Lúc nhỏ, ông ở với linh mục xứ Kẻ Vồi (tức Hà Hồi). Sau khi thụ phong linh mục, ông giúp xứ Sơn Miêng (nay thuộc Ứng Hòa, Hà Nội) một năm, xứ Kẻ Bạc (nay là xứ Thượng Thụy) bốn năm, rồi xuống xứ Phúc Nhạc, sau làm chính xứ Đa Phạn rồi đổi đi làm chính xứ Kẻ Báng. Cuối tháng 4 năm 1840, quan tổng đốc Định Yên (Nam Định và Hưng Yên) Trịnh Quang Khanh đem quân vây làng Kẻ Báng, bắt được ông, linh mục Phaolô Nguyễn Ngân và linh mục Thịnh. Ngày 8 tháng 11 năm 1840, ba linh mục bị xử trảm, an táng ở nhà thờ Kẻ Báng.. 